# Paul Sweezy

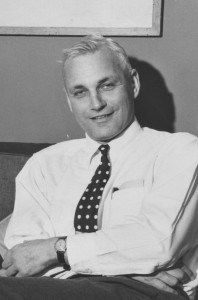
Paul Sweezy

Paul Marlor Sweezy (* 10. April 1910 in New York City; † 27. Februar 2004) war ein US-amerikanischer Nationalökonom, marxistischer Autor und Herausgeber der Zeitschrift Monthly Review.

## Leben und Wirken
Sweezy war der jüngste Sohn von Everett B. Sweezy, dem Vizepräsidenten der First National Bank of New York, und Caroline Sweezy. Sein ältester Bruder Everett wurde 1901 geboren, Alan folgte 1907.
Er graduierte 1931 in Harvard, zuvor hatte er auch an der Phillips Exeter Academy studiert. Sein Hauptfach war Ökonomie. 1932 verbrachte Sweezy ein Jahr an der London School of Economics. In England näherte er sich dem Marxismus an. Er nahm an universitären Veranstaltungen von Harold Laski teil. Nach seiner Rückkehr absolvierte er ein Graduierten-Studium an der Harvard-Universität. Hier besuchte er ein Seminar von Joseph Schumpeter. Sweezy war zwei Jahre lang der Lehrassistent von Schumpeter für die Theorie der Ökonomie. 1937 promovierte Sweezy, seine Dissertation mit dem Titel Monopoly and Competition in the English Coal Industry, 1550-1850 wurde im Jahr darauf von der Harvard University Press veröffentlicht. Seine Arbeit wurde mit dem David A. Wells Prize ausgezeichnet.
In der darauf folgenden Zeit wurde ihm ein Fünfjahresvertrag als Assistant Professor angeboten, welchen Sweezy annahm. Die ersten drei Jahre dieser Zeit arbeitete er in Harvard, doch im Herbst des Jahres 1942 verließ er Harvard, um sich der US-amerikanischen Armee im Kampf gegen den Faschismus anzuschließen. Zuvor ließen sich er und seine erste Frau Maxine Yaple Sweezy scheiden. Sweezy wurde im Verlauf seiner Tätigkeiten ein Mitarbeiter des OSS Office of Strategic Services. In diesem Zusammenhang ging er nach London, wo er 1944 seine zukünftige zweite Ehefrau kennenlernte, Nancy Adams. Gemeinsam hatten sie drei Kinder. 1960 ließen die beiden sich scheiden. Mit Zirel Druskin Dowd kam es 1961 zu einer dritten Ehe.
Nach dem Ende seiner geheimdienstlichen Tätigkeiten und der Rückkehr in die USA beschloss er, die noch ausstehenden zwei Jahre seines Vertrages nicht anzutreten. Anstatt eine universitäre Karriere zu verfolgen, beschloss er zusammen mit Leo Huberman eine Zeitschrift zu gründen und kam dadurch einer Entlassung durch McCarthy zuvor. Die beiden kannten sich bereits seit den 1930er Jahren. Mit dem Geld eines Sweezy nahestehenden Freundes, des Literaturwissenschaftlers F. O. Matthiessen, konnten die beiden ihr Ziel verwirklichen. Die beiden gründeten 1949 mit Monthly Review eine sozialistische Zeitschrift, deren Erscheinen mitten in die Phase der McCarthy-Hysterie fiel. Sweezy und Hubermann verfassten auch zahlreiche Artikel für die Zeitschrift. So kritisierten sie in einer gemeinsamen Artikelreihe den Vietnamkrieg.
Bereits 1942 veröffentlichte Sweezy The Theory of Capitalist Development. Auf Deutsch unter dem Namen Theorie der kapitalistischen Entwicklung erschienen, stellt es eine Einführung in das Werk von Karl Marx dar. 1952 beschlossen Sweezy und Huberman, mit der Monthly Review Press einen eigenen Verlag zu gründen. In dessen Rahmen erschien 1966 ein weiteres bekanntes Werk, das mit Paul A. Baran zusammen verfasste Buch Monopolkapital. Andere Autoren, deren Werke gedruckt wurden, waren u. a. Ernest Mandel und Louis Althusser. Immer wieder hielt Sweezy an verschiedenen Universitäten Vorlesungen. So auch 1971 eine an der University of Cambridge mit dem Titel On the Theory of Monopoly Capitalism.
In den Jahren 1974 bis 1976 war er in der Verwaltung der American Economic Association tätig. Als sogenannter Visiting Professor lehrte Sweezy später an Universitäten wie der Cornell University, Stanford University und an der University of Manchester. Bekannte Persönlichkeiten, die bei Sweezy in Harvard studierten, waren u. a. Robert Heilbroner und Paul A. Samuelson. John Kenneth Galbraith war in den 1930er Jahren ein Kollege von Sweezy an der Universität.

## Werke (Auswahl)
- The theory of capitalist development. Oxford University Press, New York 1942.
  - deutsch: Theorie der kapitalistischen Entwicklung. Eine analytische Studie über die Prinzipien der Marxschen Sozialökonomie. Übersetzt von Gertrud Rittig-Baumhaus, Suhrkamp, Frankfurt/M. 1988, ISBN 3-518-10433-0.
- zusammen mit Leo Huberman, Socialism in Cuba, New York, Monthly Review Press 1970.
  - deutsch: Sozialismus in Kuba, übersetzt von Hans-Werner Sass, Suhrkamp, Frankfurt/M. 1969.
- mit Paul A. Baran, Monopoly Capital.
  - deutsch: Monopolkapital. Ein Essay über die Amerikanische Wirtschafts- und Gesellschaftsordnung. Übersetzt von Hans-Werner Sass, Suhrkamp, Frankfurt/M. 1973.
- Religion and the Left. In: Monthly Review. Special, July/August 1984, Jg. 36, Nr. 3 (zusammen mit Harry Magdoff). Hierbei vertrat das MR einen sehr sympathisierenden Standpunkt gegenüber der Befreiungstheologie.